# NGC 2704
NGC 2704 est une galaxie spirale barrée située dans la constellation du Lynx. NGC 2704 a été découverte par l'astronome germano-britannique William Herschel en 1787. Cette galaxie a aussi été observée par l'astronome français Guillaume Bigourdan le 18 mars 1892 et elle a été ajoutée plus tard à l'Index Catalogue sous la cote IC 2424.

## Caractéristiques
Sa vitesse par rapport au fond diffus cosmologique est de 7 328 ± 15 km/s, ce qui correspond à une distance de Hubble de 108,1 ± 7,6 Mpc (∼353 millions d'al).
La classe de luminosité de NGC 2704 est I-II et elle présente une large raie HI. Selon la base de données Simbad, NGC 2704 est une galaxie LINER, c'est-à-dire une galaxie dont le noyau présente un spectre d'émission caractérisé par de larges raies d'atomes faiblement ionisés.